# Acrorumohra obtusissima
Acrorumohra obtusissima là một loài dương xỉ trong họ Dryopteridaceae. Loài này được Mett. ex Kuhn Ching mô tả khoa học đầu tiên năm 1964.